# Daimler Motoren Gesellschaft

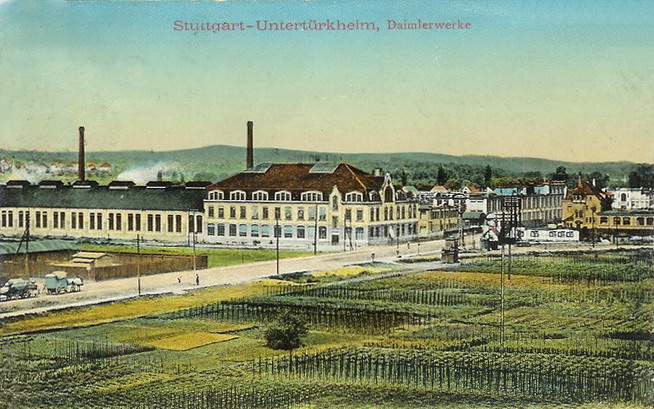
De Daimler Motoren Gesellschaft-fabriek in 1911

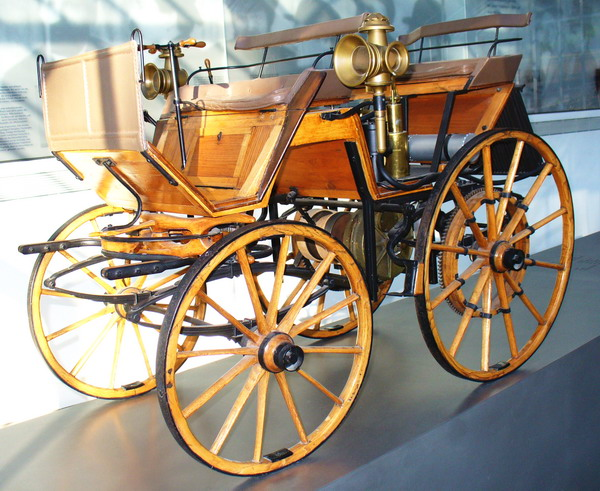
Daimlers eerste auto (1886)

Daimler was een Duitse autogroep, opgericht in 1886 door Gottlieb Daimler te Cannstatt bij Stuttgart. 
De firma fuseerde in 1926 met het bedrijf Benz & Cie. van Carl Benz tot Daimler-Benz. De merken Benz en Mercedes smolten samen tot Mercedes-Benz.

## Geschiedenis
Gottlieb Daimler maakte in 1885 de eerste "motorfiets" ter wereld, de Einspur. In 1886 kwam het logische gevolg: zijn eerste auto. Hij was niet de eerste die een auto bouwde, maar wel de eerste die een auto bouwde met vier wielen.
Hoewel Daimlers financiers niet zoveel zagen in de auto, ging Daimler mondjesmaat door met de fabricage van auto's. Grootste succes kreeg hij met de "Riemenwagen", uitgerust met een tweecilinder motor. Het werd opgevolgd door Daimlers eerste auto met de motor voorin. Voor Daimler kwam de doorbraak in 1901 met het 35-pk model, dat de naam Mercedes kreeg.

### Mercedes
Na 1900 bleef de Daimler Motoren Gesellschaft wel bestaan, maar produceerde het zijn auto's onder de merknaam Mercedes. De merknaam werd Daimler min of meer opgedrongen door de Oostenrijks-Hongaarse consul Emil Jellinek, naar zijn dochter Mercédès Jellinek.
- Gemeinsame Normdatei: 32537-5
- Library of Congress Control Number: nr98031948
- Nationale Bibliotheek van Tsjechië: ko20010094275
- Virtual International Authority File: 138971975